# Groupe compact de Hickson 76
Le groupe compact de Hickson 76 comprend sept galaxies situées dans la constellation de la Serpent. La distance moyenne entre ce groupe et la Voie lactée est d'environ 153,2 Mpc (∼500 millions d'al).
Il n'y avait que cinq galaxies dans la publication originale de l'astronome britanico-canadien Paul Hickson. Les galaxies HCG 76F et HCG 76G ont été ajoutées au groupe en 2009 par Reiner Vogel.

## Membres
Le tableau ci-dessous liste les sept galaxies de ce groupe.  
| Nom                 | Classification | Type         | α (J2000.0)   | δ (J2000.0) | Vitesse radiale (km/s) | Magnitude apparente  | Distance (Mpc) | Diamètre (kal) |
| ------------------- | -------------- | ------------ | ------------- | ----------- | ---------------------- | -------------------- | -------------- | -------------- |
| HGC 76A (NGC 5944)  | S?             | Spirale      | 15h 31m 47.6s | 07° 18′ 29″ | 10 119 ± 3             | 15,0                 | 151 ± 11       | 148            |
| HGC 76B (NGC 5941)  | E2             | Elliptique   | 15h 31m 40.2s | 07° 20′ 20″ | 10 002 ± 2             | 13,9                 | 150 ± 10       | 129            |
| HCG 76C (NGC 5942)  | S0?            | Lenticulaire | 15h 31m 36.8s | 07° 18′ 45″ | 10 663 ± 29            | 14,4                 | 159 ± 11       | 152            |
| HCG 76D (PGC 55316) | E?             | Elliptique   | 15h 31m 42.2s | 07° 17′ 15″ | 10 243 ± 2             | 15,028 ± 0,007 asinh | 153 ± 11       | 79             |
| HCG 76E (PGC 55325) | SB0            | Lenticulaire | 15h 31m 50.2s | 07° 18′ 42″ | 10 358 ± 2             | 13,674 ± 0,003 asinh | 155 ± 11       | 58             |
| HCG 76F (PGC 55313) | S0             | Lenticulaire | 15h 31m 39.5s | 07° 20′ 09″ | 10 420 ± 5             | 15,152 ± 0,010 asinh | 156 ± 11       | 80             |
| HCG 76G (PGC 55307) | Sc             | spirale      | 15h 31m 36.0s | 07° 20′ 59″ | 9 863 ± 4              | 15,400 asinh         | 148 ± 10       | 132            |

Le site DeepskyLog permet de trouver aisément les constellations des galaxies mentionnées dans ce tableau ou si elles ne s'y trouvent pas, l'outil du site constellation permet de le faire à l'aide des coordonnées de la galaxie. Sauf indication contraire, les données proviennent du site NASA/IPAC.